# اهمتاق
اهمتاق (به لاتین: Ahmetaq) یک منطقهٔ مسکونی در آلبانی است که در شهرستان تیرانا واقع شده‌است.